# キーガン・メッシング
キーガン・メッシング（英語: Keegan Messing, 1992年1月23日 - ）は、アメリカ合衆国アラスカ州ガートウッド出身、カナダの元フィギュアスケート選手(男子シングル)。2018年平昌五輪、2022年北京五輪カナダ代表。
高祖父はカナダへの日本移民第一号永野万蔵。

## 人物
2018年10月、2年半交際した女性と婚約。2019年8月3日にアンカレッジで挙式をした。
キス・アンド・クライではテンガロハット姿やお子さんの写真を披露したことがある。
2019年オータムクラッシック表彰式で、君が代が流れた際にどこにも日の丸が掲揚されていないことに気づいたメッシング選手が、表彰台の後ろにあった日本国旗を手で広げた振る舞いに「本当のスポーツマンシップだ」と称賛の声が広がった。

## 経歴

### 初期
エルビス・ストイコを見たことをきっかけに、3歳でスケートを始めた。

### ジュニア時代
2007-2008シーズンからジュニアグランプリシリーズに参戦した。
2010年世界ジュニア選手権ではSP2位からFS4位と後退し、メダルは逃した。
2010-2011シーズン、ブラショフ杯でジュニアグランプリシリーズで初優勝。ジュニアグランプリファイナルに初出場して第5位だった。世界ジュニア選手権ではSP1位に立つも、2年連続で4位に終わった。

### 2011-2012シーズン、シニアクラスに移行
ニース杯でシニアの国際大会初優勝。

### 2014-2015シーズン、所属をカナダへ変更
母親がカナダ人ということもあり、所属をカナダに移した。カナダ選手権では5位に入った。

### 2015-2016シーズン
オンドレイネペラトロフィーでジャンプがSP、FS共に乱れ5位。グランプリシリーズ初参戦となったスケートカナダでは、SP・FS共にミスが多発し11位に終わった。カナダト選手権では、SP4位につけたが、FSでジャンプが乱れ順位を2つ下げ6位に終わった。

### 2016-2017シーズン
オータムクラシックでSPの自己ベストを更新し3位につけた。FSでは順位を1つ下げ4位に終わり表彰台を逃した。ゴールデンスピンではSP・FS・総合得点共に自己ベストを更新し銅メダルを獲得。2012年ニース杯以来の国際大会での表彰台となった。カナダ選手権ではSP8位から巻き返し5位となった。

### 2017-2018シーズン、平昌オリンピック出場
オータムクラシックではSP自身初めて80点を超え自己ベストを更新し4位発進。FSも161.97と自己ベストを16点以上更新した。総合得点も自己ベストを大きく更新し、ハビエル・フェルナンデス、羽生結弦に次ぐ3位に入った。カナダ選手権では初表彰台となる銀メダルを獲得し、平昌オリンピック代表に選出された。同大会では個人戦に出場し12位。初出場の世界選手権では8位の成績を残した。

### 2018-2019シーズン
ネーベルホルン杯ではカナダ移籍以降初の国際大会優勝を果たした。スケートカナダでは銀メダルを獲得し、ISU主催のシニアの国際大会で初めて表彰台に立った。ロステレコム杯では5位に終わり、グランプリファイナル進出を逃した。しかしながら、羽生結弦の負傷により繰り上がり出場が決まった。カナダ勢は、1999-2000シーズンよりシニアクラスのいずれかのカテゴリーにグランプリファイナル進出者を送りこんでおり、20年ぶりの出場者ゼロの事態は回避された。カナダ選手権では3位、初出場の四大陸選手権では4位となった。世界選手権では前年より大きく順位を下げ15位に終わった。

### 2019-2020シーズン
SPには結婚式で踊った思い出の曲、エド・シーランの"Perfect"を選択した。オータムクラシックでは銅メダルを獲得。大会直後には弟のパクソンを亡くす不幸に見舞われた。スケートアメリカではSPの自己ベストを更新し3位につけるも、FSではジャンプのミスが重なり総合4位に順位を下げた。エキシビションでは、愛弟に別れを告げる演技を披露した。四大陸選手権ではSPで4位につけるも、FSではジャンプのミスや転倒が相次ぎ8位。総合8位となった。

### 2020-2021シーズン
2020-2021シーズンのグランプリシリーズは、新型コロナウイルス感染症(COVID-19)の世界的な感染拡大の影響で、出場を地元選手や開催国に拠点を置く選手らに制限する変則開催となった。アラスカを拠点としているメッシングはスケートアメリカに出場。3位に入り、グランプリシリーズにおける二度目のメダルとなる銅メダルを獲得した。世界選手権ではミスのない好調な演技を見せSP5位発進。FSでも4回転トウループ2本を成功させ自己最高位となる総合6位入賞。2022年北京オリンピックにおけるカナダ男子シングルの出場枠1と、オリンピック出場枠最終予選会である2021年ネーベルホルン杯で2枠目を獲得するチャンスを得て、オリンピックの出場枠2へ望みをつないだ。

### 2021-2022シーズン、北京オリンピック出場
グランプリシリーズはスケートカナダで5位、フランス国際で6位。オリンピック代表選考会であるカナダ選手権では、拠点であるアラスカから開催地オタワに向かう途中でスケート靴がロストバゲージに遭うというアクシデントに見舞われ、公式練習には、買ったばかりの靴で参加した。靴は試合本番までには届き、ジャンプなどのミスはあったもののアクシデントの影響を感じさせない演技で大会初優勝。2位のローマン・サドフスキーとともにオリンピック代表に選ばれた。

#### 北京オリンピック
団体戦への出場も予想されていたが、北京への渡航に必要なPCR検査に時間を要し団体戦の日程に間に合わなかった。団体戦の2日後から行われる個人戦への出場も危ぶまれていたが、2月7日には北京へ到着し、8日の個人戦SPには何とか間に合った。結果は11位。トップ10入りはならなかったが、前回の平昌五輪から一つ順位を上げた。大会最終日に開催されるエキシビションに招待され、演技を披露。試合のプログラムには組み込むことが禁止されているバックフリップなどを披露し大いに会場を沸かせた。

### 2022-2023シーズン
今季限りでの競技からの引退を表明している。競技引退後は、ショーでの演技や地元の消防隊での活動を希望しているとのこと。

## 主な戦績
マークが付いている大会はISU公認の国際大会。

### カナダ代表(2014-15シーズンから)
| 大会/年              | 2014 -15 | 2015 -16 | 2016 -17 | 2017 -18 | 2018 -19 | 2019 -20 | 2020 -21 | 2021 -22 | 2022 -23 |
| -------------------- | -------- | -------- | -------- | -------- | -------- | -------- | -------- | -------- | -------- |
| 冬季オリンピック     |          |          |          | 12       |          |          |          | 11       |          |
| 世界選手権           |          |          |          | 8        | 15       | 中止     | 6        | 14       | 7        |
| 四大陸選手権         |          |          |          |          | 4        | 8        |          |          | 2        |
| カナダ選手権         | 5        | 6        | 5        | 2        | 3        | 3        | 中止     | 1        | 1        |
| GPファイナル         |          |          |          |          | 5        |          |          |          |          |
| GPフランス杯         |          |          |          |          |          |          |          | 6        |          |
| GP中国杯             |          |          |          |          |          | 4        |          |          |          |
| GPスケートアメリカ   |          |          |          |          |          | 4        | 3        |          |          |
| GPロステレコム杯     |          |          |          |          | 5        |          |          |          |          |
| GP NHK杯             |          |          |          | 5        |          |          |          |          |          |
| GPスケートカナダ     |          | 11       |          | 8        | 2        |          |          | 5        | 4        |
| GPエスポー           |          |          |          |          |          |          |          |          | 8        |
| CSネーベルホルン杯   |          |          |          |          | 1        |          |          |          | 1        |
| CSゴールデンスピン   |          |          | 3        |          |          |          |          | 1        |          |
| CSオータムクラシック |          |          | 4        | 3        |          | 3        |          |          |          |
| CSネペラ杯           |          | 5        |          |          |          |          |          |          |          |
| 世界国別対抗戦       |          |          |          |          | T5/P6    |          |          |          | T6/P8    |

### アメリカ代表(2013-14シーズンまで)
| 大会/年               | 2006 -07 | 2007 -08 | 2008 -09 | 2009 -10 | 2010 -11 | 2011 -12 | 2012 -13 | 2013 -14 |
| --------------------- | -------- | -------- | -------- | -------- | -------- | -------- | -------- | -------- |
| 全米選手権            | 3 N      | 5 J      | 2 J      | 9        | 8        | 7        | 16       | 12       |
| CSネーベルホルン杯    |          |          |          |          |          |          | 3        |          |
| ニース杯              |          |          |          |          |          | 1        | 1        |          |
| 世界Jr.選手権         |          |          |          | 4        | 4        |          |          |          |
| JGPファイナル         |          |          |          |          | 5        |          |          |          |
| JGPブラショフ杯       |          |          |          |          | 1        |          |          |          |
| JGPトルン杯           |          |          |          | 6        |          |          |          |          |
| JGPチェコスケート     |          |          | 4        |          | 4        |          |          |          |
| JGPジョン・カリー記念 |          | 13       | 2        |          |          |          |          |          |
| ガルデナスプリング杯  | 6 J      |          |          |          |          |          |          |          |

- J - ジュニアクラス
- N - ノービスクラス

### 詳細
| 2022-2023 シーズン    |                                                                  |         |           |                 |
| 開催日                | 大会名                                                           | SP      | FS        | 結果            |
| 2023年4月13日 - 16日  | 2023年世界フィギュアスケート国別対抗戦（東京）                   | 9 79.75 | 7 172.99  | 6 団体 (252.74) |
| 2023年3月20日 - 26日  | 2023年世界フィギュアスケート選手権（さいたま）                   | 4 98.75 | 11 166.41 | 7 265.16        |
| 2023年2月7日 - 12日   | 2023年四大陸フィギュアスケート選手権（コロラドスプリングス）     | 2 86.70 | 2 188.87  | 2 275.57        |
| 2022年11月25日 - 27日 | ISUグランプリシリーズ エスポーグランプリ（エスポー）             | 4 80.12 | 12 124.90 | 8 205.02        |
| 2022年10月28日 - 30日 | ISUグランプリシリーズ スケートカナダ（ミシサガ）                 | 4 79.69 | 3 171.03  | 4 250.72        |
| 2022年9月21日 - 24日  | ISUチャレンジャーシリーズ ネーベルホルン杯（オーベルストドルフ） | 3 74.85 | 1 170.89  | 1 245.74        |

| 2021-2022 シーズン    |                                                          |         |           |           |
| 開催日                | 大会名                                                   | SP      | FS        | 結果      |
| 2022年3月21日 - 27日  | 2022年世界フィギュアスケート選手権（モンペリエ）         | 9 91.18 | 17 143.85 | 14 235.03 |
| 2022年2月8日 - 10日   | 2022年北京オリンピック（北京）                           | 9 93.24 | 10 172.37 | 11 265.61 |
| 2022年1月6日 - 12日   | カナダフィギュアスケート選手権（オタワ）                 | 1 84.38 | 1 173.65  | 1 258.03  |
| 2021年12月7日 - 11日  | ISUチャレンジャーシリーズ ゴールデンスピン（ザグレブ）   | 1 90.26 | 1 164.81  | 1 255.07  |
| 2021年11月19日 - 21日 | ISUグランプリシリーズ フランス国際（グルノーブル）       | 6 85.03 | 6 168.03  | 6 253.06  |
| 2021年10月29日 - 31日 | ISUグランプリシリーズ スケートカナダ（バンクーバー）     | 3 93.28 | 10 145.06 | 5 238.34  |
| 2021年10月7日 - 10日  | ISUチャレンジャーシリーズ フィンランディア杯（エスポー） | 1 92.39 | 7 150.19  | 4 242.58  |

| 2020-2021 シーズン    |                                                      |         |          |          |
| 開催日                | 大会名                                               | SP      | FS       | 結果     |
| 2021年3月22日 - 28日  | 2021年世界フィギュアスケート選手権（ストックホルム） | 5 93.51 | 6 176.75 | 6 270.26 |
| 2020年10月23日 - 24日 | ISUグランプリシリーズ スケートアメリカ（ラスベガス） | 3 92.40 | 3 174.02 | 3 266.42 |

| 2019-2020 シーズン    |                                                            |         |          |          |
| 開催日                | 大会名                                                     | SP      | FS       | 結果     |
| 2020年2月4日 - 9日    | 2020年四大陸フィギュアスケート選手権（ソウル）             | 4 94.03 | 8 149.90 | 8 243.93 |
| 2020年1月13日 - 19日  | カナダフィギュアスケート選手権（ミシサガ）                 | 1 92.61 | 3 149.18 | 3 241.79 |
| 2019年11月8日 - 10日  | ISUグランプリシリーズ 中国杯（重慶）                       | 5 76.80 | 3 160.56 | 4 237.36 |
| 2019年10月18日 - 20日 | ISUグランプリシリーズ スケートアメリカ（ラスベガス）       | 3 96.34 | 8 143.00 | 4 239.34 |
| 2019年9月12日 - 14日  | ISUチャレンジャーシリーズ オータムクラシック（オークビル） | 3 89.57 | 3 166.45 | 3 256.02 |

| 2018-2019 シーズン    |                                                    |          |           |           |
| 開催日                | 大会名                                             | SP       | FS        | 結果      |
| 2019年3月18日 - 24日  | 2019年世界フィギュアスケート選手権（さいたま）     | 14 82.38 | 15 155.26 | 15 237.64 |
| 2019年2月5日 - 10日   | 2019年四大陸フィギュアスケート選手権（アナハイム） | 5 88.18  | 3 179.43  | 4 267.61  |
| 2019年1月18日 - 20日  | カナダフィギュアスケート選手権（セントジョン）     | 2 87.18  | 3 160.26  | 3 247.44  |
| 2018年12月5日 - 9日   | 2018/2019 ISUグランプリファイナル（バンクーバー）  | 6 79.56  | 5 156.49  | 5 236.05  |
| 2018年11月16日 - 18日 | ISUグランプリシリーズ ロステレコム杯（モスクワ）   | 7 73.83  | 6 146.92  | 5 220.75  |
| 2018年10月26日 - 28日 | ISUグランプリシリーズ スケートカナダ（ラヴァル）   | 1 95.05  | 2 170.12  | 2 265.17  |
| 2018年9月26日 - 29日  | CSネーベルホルン杯（オーベルストドルフ）           | 1 90.63  | 1 166.53  | 1 257.16  |

| 2017-2018 シーズン    |                                                                |          |           |           |
| 開催日                | 大会名                                                         | SP       | FS        | 結果      |
| 2018年3月19日 - 25日  | 2018年世界フィギュアスケート選手権（ミラノ）                   | 6 93.00  | 11 159.30 | 8 252.30  |
| 2018年2月16日 - 17日  | 平昌オリンピック（平昌）                                       | 10 85.11 | 12 170.32 | 12 255.43 |
| 2018年1月9日 - 15日   | カナダフィギュアスケート選手権（バンクーバー）                 | 3 85.65  | 3 173.60  | 2 259.25  |
| 2017年11月10日 - 12日 | ISUグランプリシリーズ NHK杯（大阪）                            | 5 80.13  | 6 155.67  | 5 235.80  |
| 2017年10月27日 - 29日 | ISUグランプリシリーズ スケートカナダ（レジャイナ）             | 5 82.17  | 10 135.58 | 8 217.75  |
| 2017年9月20日 - 23日  | ISUチャレンジャーシリーズ オータムクラシック（ピエールフォン） | 4 86.33  | 3 161.97  | 3 248.30  |

| 2016-2017 シーズン      |                                                                |         |          |          |
| 開催日                  | 大会名                                                         | SP      | FS       | 結果     |
| 2017年1月16日 - 22日    | カナダフィギュアスケート選手権（オタワ）                       | 8 72.09 | 5 158.95 | 5 231.04 |
| 2016年12月7日 - 10日    | ISUチャレンジャーシリーズ ゴールデンスピン（ザグレブ）         | 2 76.39 | 4 146.91 | 3 223.30 |
| 2016年9月29日 - 10月1日 | ISUチャレンジャーシリーズ オータムクラシック（ピエールフォン） | 3 75.41 | 4 139.69 | 4 215.10 |

| 2015-2016 シーズン       |                                                                        |          |           |           |
| 開催日                   | 大会名                                                                 | SP       | FS        | 結果      |
| 2016年1月18日 - 24日     | カナダフィギュアスケート選手権（ハリファックス）                       | 4 77.20  | 6 144.30  | 6 221.50  |
| 2015年10月30日 - 11月1日 | ISUグランプリシリーズ スケートカナダ（レスブリッジ）                   | 10 67.13 | 11 115.12 | 11 182.25 |
| 2015年9月30日 - 10月4日  | ISUチャレンジャーシリーズ オンドレイネペラトロフィー（ブラチスラヴァ） | 4 73.16  | 5 122.51  | 5 195.67  |

| 2014-2015 シーズン   |                                                |         |          |          |
| 開催日               | 大会名                                         | SP      | FS       | 結果     |
| 2015年1月19日 - 25日 | カナダフィギュアスケート選手権（キングストン） | 6 70.00 | 5 138.17 | 5 208.17 |

| 2013-2014 シーズン  |                                          |          |           |           |
| 開催日              | 大会名                                   | SP       | FS        | 結果      |
| 2014年1月5日 - 12日 | 全米フィギュアスケート選手権（ボストン） | 14 61.15 | 11 136.30 | 12 197.45 |

| 2012-2013 シーズン    |                                              |          |           |           |
| 開催日                | 大会名                                       | SP       | FS        | 結果      |
| 2013年1月20日 - 27日  | 全米フィギュアスケート選手権（オマハ）       | 13 64.06 | 16 123.28 | 16 187.34 |
| 2012年10月24日 - 28日 | 2012年ニース杯（ニース）                     | 1 80.11  | 2 144.33  | 1 224.44  |
| 2012年9月27日 - 29日  | 2012年ネーベルホルン杯（オーベルストドルフ） | 3 68.56  | 4 142.22  | 3 210.78  |

| 2011-2012 シーズン    |                                          |         |           |          |
| 開催日                | 大会名                                   | SP      | FS        | 結果     |
| 2012年1月22日 - 29日  | 全米フィギュアスケート選手権（サンノゼ） | 5 76.66 | 12 135.81 | 7 212.47 |
| 2011年10月26日 - 30日 | 2011年ニース杯（ニース）                 | 1 77.75 | 4 125.67  | 1 203.42 |

| 2010-2011 シーズン     |                                                      |         |          |          |
| 開催日                 | 大会名                                               | SP      | FS       | 結果     |
| 2011年2月28日 - 3月6日 | 2011年世界ジュニアフィギュアスケート選手権（江陵）   | 1 72.58 | 7 122.49 | 4 195.07 |
| 2011年1月23日 - 30日   | 全米フィギュアスケート選手権（グリーンズボロ）       | 4 69.79 | 8 143.50 | 8 213.29 |
| 2010年12月9日 - 12日   | 2010/2011 ISUジュニアグランプリファイナル（北京）    | 2 68.52 | 8 106.90 | 5 175.42 |
| 2010年10月13日 - 16日  | ISUジュニアグランプリ チェコスケート（オストラヴァ） | 4 61.53 | 4 116.37 | 4 177.90 |
| 2010年9月9日 - 11日    | ISUジュニアグランプリ ブラショフ杯（ブラショフ）     | 2 65.33 | 1 122.05 | 1 187.38 |

| 2009-2010 シーズン   |                                                      |          |          |          |
| 開催日               | 大会名                                               | SP       | FS       | 結果     |
| 2010年3月10日 - 11日 | 2010年世界ジュニアフィギュアスケート選手権（ハーグ） | 2 68.90  | 4 128.13 | 4 197.03 |
| 2010年1月15日 - 17日 | 全米フィギュアスケート選手権（スポケーン）           | 12 63.38 | 8 126.97 | 9 190.35 |
| 2009年9月11日 - 12日 | ISUジュニアグランプリ トルン杯（トルン）             | 11 45.73 | 3 107.73 | 6 153.46 |

| 2008-2009 シーズン    |                                                               |         |          |          |
| 開催日                | 大会名                                                        | SP      | FS       | 結果     |
| 2009年1月18日 - 25日  | 全米フィギュアスケート選手権 ジュニアクラス（クリーブランド） | 2 59.80 | 3 117.14 | 2 176.94 |
| 2008年10月15日 - 18日 | ISUジュニアグランプリ ジョン・カリー記念（シェフィールド）    | 3 64.70 | 1 123.51 | 2 188.21 |
| 2008年9月17日 - 21日  | ISUジュニアグランプリ チェコスケート（オストラヴァ）          | 3 57.85 | 5 102.51 | 4 160.36 |

| 2007-2008 シーズン    |                                                             |          |          |           |
| 開催日                | 大会名                                                      | SP       | FS       | 結果      |
| 2008年1月20日 - 27日  | 全米フィギュアスケート選手権 ジュニアクラス（セントポール） | 6 57.11  | 5 119.52 | 5 176.63  |
| 2007年10月18日 - 21日 | ISUジュニアグランプリ ジョン・カリー記念（シェフィールド）  | 14 46.19 | 13 94.00 | 13 140.19 |

| 2006-2007 シーズン   |                                                                   |         |         |          |
| 開催日               | 大会名                                                            | SP      | FS      | 結果     |
| 2007年3月29日 - 30日 | 2007年ガルデナスプリング杯 ジュニアクラス（セルヴァ・ガルデーナ） | 3 51.57 | 7 78.45 | 6 130.02 |
| 2007年1月21日 - 28日 | 全米フィギュアスケート選手権 ノービスクラス（スポケーン）         | 7 40.42 | 1 94.59 | 3 135.01 |

## プログラム使用曲
| シーズン  | SP | FS | EX |
| --------- | --- | --- | --- |
| 2022-2023 | Grace Kelly 曲：ミーカ 振付：ランス・ヴィポンド                                                                                        | 『Ballad for Wyatt』 Home 曲：Phillip Phillips Lullaby for an Angel 曲：Karl Hugo 振付：ランス・ヴィポンド                                          | I Just Can't Wait To Be King （映画『ライオンキング』より） 作詞：ティム・ライス 作曲：エルトン・ジョン カバー：suburban legends |
| 2021-2022 | Never Tear Us Apart 曲：ジョー・コッカー 振付：ランス・ヴィポンド                                                                      | Home 曲：Phillip Phillips Lullaby for an Angel 曲：Karl Hugo 振付：ランス・ヴィポンド                                                               | 1,2,3,4 曲：Alan Doyle |
| 2020-2021 | パーフェクト 曲：エド・シーラン 振付：ランス・ヴィポンド                                                                               | November Rain 曲：ガンズ・アンド・ローゼス 振付：ランス・ヴィポンド                                                                                 | 1,2,3,4 曲：Alan Doyle Here I Am 曲：ブライアン・アダムス                                                                        |
| 2019-2020 | パーフェクト 曲：エド・シーラン 振付：ランス・ヴィポンド                                                                               | November Rain 曲：ガンズ・アンド・ローゼス 振付：ランス・ヴィポンド                                                                                 | 1,2,3,4 曲：Alan Doyle Here I Am 曲：ブライアン・アダムス                                                                        |
| 2018-2019 | 君はともだち （映画『トイ・ストーリー』シリーズより） ボーカル：マイケル・ブーブレ 作曲：ランディ・ニューマン 振付：ランス・ヴィポンド | The Sober Dawn （映画『街の灯火』より） / The Reel Chaplin: A Symphonic Adventure, Pt.2 作曲：チャールズ・チャップリン 振付：ランス・ヴィポンド     | Trashin' the Camp （映画『ターザン』より）                                                                                       |
| 2017-2018 | 雨に唄えば ボーカル：ジーン・ケリー 作曲:ナシオ・ハーブ・ブラウン 振付：ランス・ヴィポンド                                             | The Sober Dawn （映画『街の灯火』より） / The Reel Chaplin: A Symphonic Adventure, Pt.2 作曲：チャールズ・チャップリン 振付：ランス・ヴィポンド     | シェイク・ア・テイル・フェザー / 監獄ロック 演奏：ブルースブラザーズ                                                             |
| 2016-2017 | 雨に唄えば ボーカル：ジーン・ケリー 作曲:ナシオ・ハーブ・ブラウン 振付：ランス・ヴィポンド                                             | 映画『ピンク・パンサー』より 作曲：ヘンリー・マンシーニ 振付：ダグラス・ウェブスター / ランス・ヴィポンド                                           | |
| 2015-2016 | Always Look on the Bright Side of Life 曲：モンティ・パイソン 振付：ダグラス・ウェブスター                                             | 映画『ピンク・パンサー』より 作曲：ヘンリー・マンシーニ 振付：ダグラス・ウェブスター / ランス・ヴィポンド                                           | |
| 2014-2015 | Always Look on the Bright Side of Life 曲：モンティ・パイソン 振付：ダグラス・ウェブスター                                             | 映画『マスク・オブ・ゾロ』より 作曲：ジェームズ・ホーナー 振付：ローリー・ブルクハルト                                                              | Ease On Down The Road （ミュージカル『ザ・ウィズ』より）                                                                         |
| 2013-2014 | シング・シング・シング 作曲：ルイ・プリマ 振付：ローリー・ブルクハルト                                                                 | 映画『マスク・オブ・ゾロ』より 作曲：ジェームズ・ホーナー 振付：ローリー・ブルクハルト                                                              | |
| 2012-2013 | シング・シング・シング 作曲：ルイ・プリマ 振付：ローリー・ブルクハルト                                                                 | 映画『マトリックス』サウンドトラックより 作曲：ドン・デイヴィス 振付：ステファニー・グロスコップ                                                    | Trashin' the Camp （映画『ターザン』より） Stray Cat Strut 曲：ストレイ・キャッツ 50 Ways to Say Goodbye 曲：トレイン            |
| 2011-2012 | 映画『ロビン・フッド』サウンドトラックより 作曲：マルク・ストライテンフェルト 振付：ローリー・ブルクハルト                             | 映画『タイタンの戦い』サウンドトラックより 作曲：ラミン・ジャヴァディ 映画『パイレーツ・オブ・カリビアン』サウンドトラックより 作曲：ハンス・ジマー | Trashin' the Camp （映画『ターザン』より） 映画『ロッキー』より 今夜もグッド☆フィーリング 曲：フロー・ライダー                   |
| 2010-2011 | 映画『ロビン・フッド』サウンドトラックより 作曲：マルク・ストライテンフェルト 振付：ローリー・ブルクハルト                             | 映画『インクレディブル・ハルク』サウンドトラックより 作曲：クレイグ・アームストロング 振付：ローリー・ブルクハルト                                  | |
| 2009-2010 | 映画『路上のソリスト』サウンドトラックより 作曲：ダリオ・マリアネッリ                                                                  | 映画『インクレディブル・ハルク』サウンドトラックより 作曲：クレイグ・アームストロング 振付：ローリー・ブルクハルト                                  | すばらしきカントリー・ボーイ 曲：ジョン・デンバー                                                                                |
| 2008-2009 | Fundamentum by Lesiëm | 映画『グレムリン』サウンドトラックより 作曲：ジェリー・ゴールドスミス                                                                               | |
| 2007-2008 | Fundamentum by Lesiëm | 映画『グレムリン』サウンドトラックより 作曲：ジェリー・ゴールドスミス                                                                               | |